# 스칼렛 거리
스칼렛 거리(Scarlet Street)는 미국에서 제작된 프리츠 랑 감독의 1945년 느와르 영화이다. 에드워드 G. 로빈슨 등이 주연으로 출연하였고 프리츠 랑 등이 제작에 참여하였다.

## 출연

### 주연
- 에드워드 G. 로빈슨
- 조안 베넷

### 조연
- 댄 두리에
- 로잘린드 이반
- 제스 베이커
- 찰스 켐퍼
- 사무엘 S. 힌즈
- 블라디미르 소콜로프
- 아서 로프트
- 러셀 힉스

## 제작진
- 음향: 버나드 B. 브라운
- 미술: 알렉산더 골릿즌
- 미술: 러셀 A. 고스맨
- 특수효과: 존 P. 풀톤
- 분장: 잭 P. 피어스
- 의상: 트라비스 밴톤